# 布林頓冰原島峰
85°35′S 132°24′W / 85.583°S 132.400°W
布林頓冰原島峰（英語：Brinton Nunatak）是南極洲的冰原島峰，位於威爾克斯地，處於福特冰原島峰西端，屬於霍利克山脈中威斯康辛山脈的一部分，現時由南極條約體系管理。